# Budżet gminy
Budżet gminy – plan dochodów i wydatków uchwalany w formie uchwały budżetowej stanowiący podstawę gospodarki finansowej gminy. Gmina samodzielnie prowadzi gospodarkę finansową właśnie na podstawie uchwały budżetowej gminy.
Budżet gminy jest rocznym planem:
- dochodów i wydatków, a także przychodów i rozchodów tej jednostki;
- przychodów i wydatków: zakładów budżetowych, instytucji gospodarki budżetowej, jednostek budżetowych i środków specjalnych; funduszy celowych jednostek samorządu terytorialnego.

## Procedura budżetowa
Kwestie przygotowywania, przyjmowania i wprowadzania zmian w budżecie gminy regulują w szczególności dwie ustawy: ustawa z 8 marca 1990 r. o samorządzie gminnym oraz ustawa z 27 sierpnia 2009 r. o finansach publicznych.
Rada gminy (organ stanowiący) posiada wyłączną kompetencję do uchwalania budżetu gminy oraz do dokonywania w nim zmian w trakcie roku budżetowego (co także odbywa się poprzez podjęcie uchwały przez radę gminy). Wyłączna inicjatywa uchwałodawcza w stosunku do budżetu gminy przysługuje organowi wykonawczemu – wójtowi (odpowiednio burmistrzowi lub prezydentowi miasta). Sytuacja ta jest podobna jak w przypadku budżetu państwa, gdzie inicjatywa przysługuje organowi wykonawczemu – Radzie Ministrów.
Budżet powinien zostać uchwalony przez radę gminy przed rozpoczęciem roku budżetowego, w szczególnych przypadkach dopuszcza się, by przyjęcie uchwały budżetowej nastąpiło w terminie późniejszym, lecz nie później niż do dnia 31 stycznia roku budżetowego. W przypadku, gdy termin ten nie zostanie dotrzymany, regionalna izba obrachunkowa do końca lutego roku budżetowego ustala gminie budżet obejmujący wydatki na obowiązkowe zadania własne gminy oraz zadania zlecone. Do tego dnia podstawą gospodarki finansowej gminy jest projekt uchwały.
Po uchwaleniu budżetu przez radę gminy wójt przekazuje uchwalę regionalnej izbie obrachunkowej oraz opracowuje układ wykonawczy budżetu, czyli szczegółowy podział dochodów i wydatków budżetowych w pełnej klasyfikacji.
Regionalna izba obrachunkowa ma 30 dni od daty otrzymania uchwały na jej analizę pod kątem zgodności z prawem. W przypadku stwierdzenia błędów wzywa radę gminy do ich usunięcia i wyznacza termin, do kiedy poprawki mają zostać naniesione. W przypadku niedotrzymania tego terminu, regionalna izba obrachunkowa ma prawo do samodzielnego ustalenia budżetu gminy w ten sam sposób jak w przypadku, gdy rada gminy nie uchwaliła budżetu do 31 stycznia.